# Alexandr Vasiljevič Šaverzašvili
Alexandr Vasiljevič Šaverzašvili (gruzínsky ალექსანდრე ვასილის ძე შავერზაშვილი; 8. července 1919 Tbilisi – 2003) byl gruzínský hudební skladatel a pedagog.

## Život
V roce 1943 absolvoval konzervatoř v Tbilisi. Byl žákem Petra Borisoviče Rjazanova a Andreje Melitonoviče Balančivadzeho. Od roku 1947 vyučoval na Střední hudební škole v Tbilisi, v letech 1955 až 1986 vyučoval na konzervatoři v Tbilisi (od roku 1971 byl profesorem, v letech 1968 až 1979 byl vedoucím oddělení kompozice a od roku 1972 byl prorektorem).
Mezi jeho studenty patřili Važa Šalvovič Azarašvili a Bidzina Kvernadze.
Ve svých dílech často používal prastaré polyfonní formy. Kromě instrumentálních skladeb složil čtyři opery (Marine, K novému břehu, Král Oidipus a Princezna Maja), operetu Manévry a balet Elgudža.